# 3305-ös busz
A 3305-ös jelzésű regionális autóbusz Balassagyarmat, autóbusz-állomás és Hugyag, autóbusz-forduló között közlekedik Őrhalmon keresztül. A járatot a Volánbusz Zrt. üzemelteti.

## Megállóhelyei
| 0  | Balassagyarmat, autóbusz-állomás              | 18 | 1A, 2C, 4, 6, 6A, 8, 8A, 9A, 9B, 3314 460 1010, 1011, 1012, 1013, 1306, 1308, 3080, 3081, 3305, 3312, 3313, 3315, 3322, 3336, 3340, 3342, 3343, 3344 | Balassagyarmat autóbusz-állomás Tesco áruház |
| 3  | Balassagyarmat, kórház Kenessey Albert Kórház | 15 | 1, 1A, 1C, 2, 4, 5B, 6, 6A, 7, 7A, 7B, 8, 8C, 9, 9B 1010, 1011, 1012, 3080, 3081                                                                     | Dr. Kenessey Albert Kórház-Rendelőintézet    |
| 9  | Őrhalom, Mária major                          | 9  | 1010, 1012, 3080, 3081 |                                              |
| 10 | Őrhalom, Rákóczi út 138.                      | 8  | 1010, 1012, 3080, 3081 |                                              |
| 13 | Őrhalom, iskola                               | 5  | 1010, 1011, 1012, 3080, 3081 | Őrhalmi József Attila Általános Iskola       |
| 15 | Őrhalom, csitári elágazás                     | 3  | 1010, 1012, 3080, 3081 |                                              |
| 16 | Hugyagi elágazás                              | 2  | 1010, 1012, 3080, 3081 |                                              |
| 17 | Hugyag, községháza                            | 1  | |                                              |
| 18 | Hugyag, autóbusz-forduló                      | 0  | |                                              |